# 중거리 달리기
중거리 달리기는 500미터 이상 5킬로미터 미만을 달리는 육상 경기 종목이다. 올림픽에는 800m·1500m종목이 있다. 야드-파운드법문화권에서는 1마일 달리기도 자주 행해진다.

## 같이 보기
- 장거리 달리기